# Шелбі Оукс
«Шелбі Оукс» (англ. Shelby Oaks) — американський містичний фільм жахів 2024 року, знятий, написаний та спродюсований Крісом Стаκманом у його повнометражному режисерському дебюті. У головних ролях — Камілла Салліван, Брендан Секстон III, Майкл Біч, Робін Бартлетт та Кіт Девід. Продюсерами стрічки також виступили Аарон Б. Кунц, Камерон Бернс та Ешлі Снід.
Світова прем’єра відбулася 20 липня 2024 року на 28-му Міжнародному кінофестивалю «Фантазія». Реліз у США заплановано на 3 жовтня 2025 року компанією Neon. Прем'єра в Україні запланована на 9 жовтня 2025 року. Картина отримала позитивні відгуки критиків, зокрема за атмосферу, першу половину сюжету та гру Камілли Салліван.

## Акторський склад
- Камілла Салліван — Мія Бреннан, старша сестра Рейлі
  - Бренна Шерман — юна Мія
- Брендан Секстон III — Роберт Бреннан, чоловік Мії
- Майкл Біч — детектив Берк
- Робін Бартлетт — Норма
- Кіт Девід — Мортон Джейкобсон, тюремний наглядач
- Сара Дьорн — Рейлі Бреннан, молодша сестра Мії
  - Слоан Беркетт — юна Рейлі
- Ерік Френсіс Меларагні — Девід, друг Рейлі
- Ентоні Балдазаре — Пітер, друг Рейлі
- Кейсі Коул — Лора, подруга Рейлі
- Чарлі Талберт — Вілсон Майлз
- Емілі Беннетт — Джанет
- Роб Ґрант — Елайджа
- Лорен Ешлі Беррі — Джесс
- Дерек Мірс

## Виробництво
У липні 2021 року кінокритик та YouTube-блогер Кріс Стаκман приєднався до проєкту Paper Street Pictures як сценарист і режисер фільму, заснованого на вірусній онлайн-кампанії з found footage-відео про вигадану групу дослідників паранормальних явищ Paranormal Paranoids. Ідея частково спиралася на дитячі спогади Стаκмана про сестру, яка була відлучена від Свідків Єгови.
Заплановані на кінець 2021 року зйомки були відкладені через нестачу фінансування та можливий страйк профспілки IATSE. 1 березня 2022 року стартувала кампанія на Kickstarter, яка 21 березня встановила рекорд як найбільш профінансований у сервісі проєкт у жанрі горор (650 тис. доларів), а 25 березня зібрала понад 1 млн доларів від 11 200 донаторів.
У травні 2022 року під час Каннського кінофестивалю було оголошено основний акторський склад. Сюжет створено у співавторстві з Самантою Елізабет Стаκман. Оператором виступив Ендрю Скотт Бейрд.

### Зйомки
Основні зйомки тривали з 9 травня до 5 червня 2022 року в штаті Огайо (Greenwood Farm, в’язниця Ohio State Reformatory, парк Chippewa Lake та Публічна бібліотека Клівленда). У березні 2025 року відбулися додаткові зйомки, спрямовані на збільшення рівня насильства та доробку сцен, що подвоїло бюджет фільму.

### Постпродакшн
У серпні 2023 року роботи над фільмом були призупинені через страйк SAG-AFTRA. На січень 2024 року постпродакшн завершився, і творці почали шукати фестивалі для показу.
Виконавчими продюсерами виступили Майк Фленеган, Тревор Мейсі та Мелінда Нішіока (Intrepid Pictures). Фленеган надавав сценарні та монтажні поради, а також допоміг з професійними контактами. Саундтрек створено дуетом The Newton Brothers. Поради щодо монтажу надали також Девід Ф. Сандберґ, Сев Оганян, Скотт Бек та Браян Вудс.
У липні 2024 року компанія Neon придбала світові права на дистрибуцію. У березні 2025 року до акторського складу приєднався Дерек Мірс, а Бретт В. Бахман був запрошений для повторного монтажу.

## Прем'єра
Світова прем’єра «Шелбі Оукс» відбулася 20 липня 2024 року на 28-му Міжнародному кінофестивалі «Фантазія». 23 серпня 2024 року фільм було показано на 25-му фестивалі FrightFest. Реліз у США заплановано на 3 жовтня 2025 року дистриб’ютором Neon. Раніше вихід був призначений на 22 серпня 2025 року. В Україні прем'єра запланована на 9 жовтня 2025 року.

## Сприйняття
За даними агрегатора Rotten Tomatoes, 81% з 21 рецензії критиків були позитивними. На Metacritic фільм отримав 58 балів зі 100 на основі п’яти рецензій, що відповідає оцінці «змішані або середні відгуки».
BJ Коланджело з /Film оцінила картину на 8/10, відзначивши, що «завдяки феноменальній грі Салліван та гострому режисерському баченню Стаκмана “Шелбі Оукс” дає нам змогу стати свідками появи одного з найперспективніших нових голосів у жанрі жахів». Елісон Форман з IndieWire поставила оцінку B–, зауваживши, що фільм «очевидно написаний критиком із майже легендарними знаннями попкультурного архіву та знятий із відчутною впевненістю, яка може привести до ще кращих результатів у майбутньому». Майкл Ґінґолд з Rue Morgue дав позитивну рецензію, похваливши «зловісну атмосферу, якої Стаκман досягає завдяки як накопиченню деталей у found footage-матеріалах, так і моторошним візуальним рішенням, створеним разом з Бейрдом, коли Мія наближається до серця темряви міста».
Серед більш стриманих відгуків — рецензія Кеті Райф з IGN, яка поставила оцінку 6/10 та зазначила, що «перша половина “Шелбі Оукс” створює інтригу, яку друга половина не здатна підтримати». Клінт Вортінгтон з RogerEbert.com зробив подібний висновок, написавши, що «перша половина має захопливе аматорське розслідувальне відчуття — вона передає імпульс true-crime-розслідувань, коли глядач переглядає матеріали у пошуках нових деталей або женеться за підказками пізно вночі, попри попередження. Але коли ключі починають складатися в картину, центральна загадка стає занадто знайомою — невиразним поєднанням від “Відьма з Блер: Курсова з того світу” до “Дитина Розмарі”, із ще більш очевидними відсиланнями, які впізнають досвідчені шанувальники жанру». Девід Куевас з Next Best Picture поставив 3/10, підсумувавши, що «як гідна жанрова спроба, пристрасний режисерський голос Стаκмана пропонує кілька вартісних переляків і цікавих ідей, проте впродовж розвитку сюжету “Шелбі Оукс” безцільно перетинає формульні кліше та передбачувані прийоми, не пропонуючи нічого нового».